# 愛菜
愛菜（あいな、1993年6月22日 - ）は、日本のタレント。東京都出身。元ケイダッシュステージ所属。2022年現在、フリーで活動中。

## 略歴
フォーライフミュージックエンタテイメントに所属し、愛夏として芸能活動していたが、2013年7月に芸名を瀧本愛菜に改名。
2013年12月には、ケイダッシュステージに事務所を移籍し、芸名も愛菜に改名した。
2014年、2015年のテレビ番組『ネリさまぁ〜ず』ではSっ気あるキャラクターでトラブルガールの異名でブレイク。さまぁ〜ずとは2022年『さまぁ〜ずチャンネル』で再会した。

## 人物
特技は、自転車、ダンス、チアリーディング、バレーボール（エースアタッカー）。アクション映画に魅了され、『Mr.&Mrs. スミス』『ツーリスト』がお気に入り。自転車やスポーツで日々体づくりを心がけ、健康的な美を追求している。
目標の女優・モデルは、長谷川潤、アンジェリーナジョリー、小泉今日子、篠原涼子。

## 出演

### テレビ放送
- マサカメTV（NHK）
- ガチモテ旅（テレビ大分）
- クロユリ団地～序章～（TBS、2013年4月ｰ6月）
- 忌野清志郎28時間ぶっ通し特番 愛しあってるかい？（フジテレビNEXT、2013年5月）アシスタント&カバーガール
- 仮面ティーチャー（日本テレビ、2013年7月-9月）（生徒）矢沢 亜依 役
- ミュージックドラゴン（日本テレビ、2014年3月）
- 真夜中のおバカ騒ぎ!（チバテレ・TOKYO MX、2015年4月-2018年8月）
- プール de ブログ（テレビ朝日、2014年4月-）
- 乙女の天然水、（BS11、2014年7月）
- ネリさまぁ～ず（日本テレビ、2014年7月-9月、2015年1月-3月）準レギュラー
- コロッケ千夜一夜（BS日テレ、2014年8月-）ウエイトレス役
- news every.特集コーナー（日本テレビ、2014年8月・11月）
- あぷり娘（中京テレビ、2014年10月）
- 芸能人のみなさん!時効ですよ!（中京テレビ、2014年10月）
- シティーボーイズノテツガク（WOWOW、2014年11月）
- お願い!モーニング（テレビ朝日、2014年12月）
- まきちゃんと○○（まるまる）。（BSN新潟放送）共演者：相沢まき、下仮屋カナエ
  - season1（2015年7月7日～12月29日）
  - season2（2016年8月8日～）
- 知られざる!（BS日テレ）
  - 麗しのマカオ（2016年1月30日）
  - 麗しのフィリピン（2016年7月3日）
  - 麗しの韓国（2016年12月3日）
- 超絶景&大自然!麗しのゴールドコースト（BS日テレ、2017年2月25日）
- 本当の魅力を知りたい!一歩踏み込む本気旅in香港（BS日テレ、2017年4月30日）
- 感動再発見!（BS日テレ）
  - 王道ハワイ旅（2017年9月3日）
  - 王道タイ旅（2017年11月5日）
- 橋本マナミのヨルサンポⅣ（2018年7月5日・12日、BSフジ）

### 映画
- 劇場版仮面ティーチャー（2014年2月）（生徒）矢沢 亜依 役

### ランウェイ
- 関西コレクション（第8回、2014年9月）ゲストモデル
- ガールズアワード（第10回、2014年10月）ゲストモデル
- 福岡アジアコレクション（2014年3月）ゲストモデル

### インターネット放送
- ダッシュの女神（SHOWROOM、ケイダッシュステージ、2014年1月-）レギュラー
- ケイダッシュステージの殴るなら殴れ!!（2014年2月-）
- 『相沢まきのスーパーイケ☆フラTV 』（2014年3月-）レギュラー
- HANAWA☆JACK（Ustream、2014年4月-）（アシスタント サイパンガール）レギュラー
- ジョッキー5周年記念2時間特別番組「学力テスト」（ニコジョッキー、2016年9月） - 共演：エルシャラカーニ、アメリカン・コミックス、七海なな、成田愛、NAOMI、桃宮もも、佐藤真緒、藤木由貴、十枝梨菜

### 雑誌
- 自転車と旅（実業之日本社）レギュラー連載
- BICYCLE CLUB 2013年8月号 表紙（枻出版社、2013年6月20日 発売）
- PEACH JOHN 2013年秋号（ピーチ・ジョン、2013年8月21日 発売）
- 週刊プレイボーイ（集英社、2013年11月11日 発売）
- 女性自身（光文社、2014年11月30日発売）